# Glen plaid
Glen plaid (forkortelse for Glen Urquhart plaid), også kendt som Glenurquhart-tern eller Prince of Wales-tern, er et kiper-vævet uld-tekstil med store og små tern. Det er normalt fremstilllet af sort/grå og hvid, eller andre mere afdæmpede farver, særligt med to mørke og to lyse striber, der skifter med to fire mørke og fire lyse striber, der skaber et krydsmønster med irregulære tern. Glen plaid er siden blevet brugt til bomuldsstof til bl.a. skjorter og andre tekstiler.

## Navn
Navnet kommer fra dalen Glenurquhart i Inverness-shire, Skotland, hvor denne type ternet uld først blev brugt af den New Zealandsk-fødte grevinde af Seafield til hendes skytter, selvom navnet Glen plaid ikke optræder før 1926. Glen plaid kendes også som Prince of Wales-tern, da det blev gjort populært af hertugen af Windsor, da han var prins af Wales.

## Berømte brugere
Pee-wee Herman er berømt for at bære jakkesæt i lysegråt prince of Wales-tern, og den amerikanske præsident Ronald Reagan blev betragtet som værende "upræsident-agtig" da han bar et jakkesæt i grå og blå glen plaid på en rejse til Europa i 1982. Cary Grant bar et ikonisk glen plaid jakkesæt i den amerikanske spion-thriller Menneskejagt (1959).